# Schlacht von Debre Abbay
Die Schlacht von Debre Abbay wurde von Ras Marye von Yejju, dem Regenten des äthiopischen Kaisers, und seinem Rivalen Dejazmach Sabagadis von Agame, aus der Provinz Tigray geführt. Ras Marye fiel im Kampf, aber seine Anhänger, die Oromo, gewannen die Schlacht und töteten Dejazmach Sabagadis nach dessen Kapitulation.
Ras Marye hatte den Titel Regent des äthiopischen Kaisers geerbt. Zwar war er christlichen Glaubens, aber seine ethnische Herkunft als Oromo trug ihm die Missgunst des äthiopischen Adels ein. Dejazmach Sabagadis versuchte sich die Unbeliebtheit des Regenten zu Nutze zu machen und ging mit Gojam, Lasta und Semien, zwei anderen christlichen Adligen Äthiopiens, ein Bündnis gegen Ras Marye ein.
Ras Marye erfuhr jedoch von dieser Verschwörung, griff seine an dem Bündnis beteiligten Gegner einzeln an und besiegte sie. Nach seinem Sieg über Dejazmach Goshu in Gojam wandte sich Ras Marye nach Norden, marschierte in Semien ein und griff Dejazmach Wube Haile Maryam an. Dieser erhielt keine Unterstützung von seinem Bündnispartner Sabagadis und ergab sich Wube, statt sich ihm allein zum Kampf zu stellen. Dann überquerte Ras Marye den Tekezé, um den nun auf sich gestellten Sabagadis anzugreifen. Unterstützt wurde er dabei nicht nur von Oromo-Truppen aus Wollo, Yejju, Begemder und Amhara, sondern auch von den Streitkräften seiner ehemaligen Gegner Dejazmaches Wube und Goshu.
Am 14. Februar 1831 trafen die beiden gegnerischen Heere bei Mai Islami in der Nähe von Debre Abbay aufeinander (manchmal wird die Schlacht deshalb auch als Schlacht von Mai Islami bezeichnet). Sabagadis Truppen verfügten über eine wesentlich höhere Anzahl von Schusswaffen, aber seine Schützen wurden schlecht eingesetzt und konnten die berühmten Reitertruppen der Oromo nicht überwältigen. Die Schlacht war äußerst verlustreich und auch Ras Marye selbst fand den Tod. Nach seiner Niederlage versuchte der Dejazmach sich vor der Rache der Anhänger Ras Maryes zu retten, indem er sich seinem ehemaligen Bündnispartner Wube ergab. Wube jedoch lieferte ihn an die siegreichen Oromo aus, die den Dejazmach hinrichteten.
Unter ihrem neuen Führer, Ras Dori von Yejju, verwüsteten die Oromo Tigray, zogen sich dann aber nach Begemder zurück als sich dessen Gesundheitszustand vor seinem Tod zunehmend verschlechterte. In den Wirren nach Sabagadis Tod gelang es Wube, sich als mächtigster Kriegsherr von Tigray durchsetzen.